# Chó chăn cừu Tervuren
Chó chăn cừu Tervuren (Belgian Tervuren) là một trong bốn giống chó chăn cừu của Bỉ bao gồm Chó chăn cừu Malinois, Tervuren, Chó chăn cừu Laekenois và Chó chăn cừu Groenendael. Belgian Tervuren là tên một ngôi làng của Bỉ Tervuren.

## Tổng quan
Ở Mỹ năm 1959, AKC đã công nhận Groenendael, Malinois và Tervuren là những giống chó khác nhau nhưng không công nhận Laekenois. Mặc dù là giống chó khá hiểm ở Mỹ những Malinois lại nổi tiếng ở Bỉ. Con chó dũng mãnh này rất thông minh và có thể được dùng vào nhiều công việc như đánh hơi, bảo vệ, chống bom, cứu hộ, chăn cừu, kéo xe và các cuộc thi khác nhau.

## Đặc điểm
Chúng là giống chó tao nhã, mảnh mai, cân đối, cơ bắp rắn chắc nhưng không hề cồng kềnh. Phần sau rất cơ bắp, nhưng nhìn không nặng nề. Chiều cao từ 61–66 cm ở chó đực, và 56–61 cm ở chó cái, Nặng 29–34 kg ở chó đực và 27–32 kg ở chó cái. Mõm thon, hình búp măng nhưng không được nhọn. Đầu phẳng thẳng hàng với mõm. Mũi đen mép kín, hàm khít. Ngực không rộng và cũng không hẹp nhưng sâu. Phần thân sau cơ bắp như nhẹ nhàng.
Đôi mắt nhỏ, hình quả hạnh với màu tối luôn dò xét. Đôi tai vểnh đứng hình tam giác cân. Chân trước thẳng song song với nhau, Bàn chân tròn giống mèo. Huyền đề phái được tỉa bỏ. Đuôi dài kéo đến khủy chân sau. Bộ lông thô ráp khá dài và lớp lông trong dày và thẳng. Thông thường có màu lông bò và có màu đen. Có thể có màu trắng ở ngực, ngón chân, cằm. Lông ở đầu, chân, mặt, tai ngắn. Tuổi thọ của chúng là từ 12-14 năm. Đây là giống chó khỏe mạnh tuy nhiên cũng có thể mặc một số vấn đề về mắt, da.

## Tập tính
Belgian Tervuren thông minh và biết vâng lời, chúng nghiêm túc và thận trọng với bản năng bảo vệ và lãnh thổ cao. Có những con tỏ ra ngường ngùng và nhạy cảm. Giống chó này cần được hòa đồng từ sớm và được dạy dỗ huấn luyện đúng cách. Chúng không thích bị dạy dỗ quá nghiêm khắc nếu không chúng sẽ tỏ ra bất hợp tác. Với bản năng bảo vệ của chúng nên cần phải được hòa đồng từ sớm.
Chúng thích hợp với nhiều công việc và các cuộc thi. Có thể là một con chó cảnh sát hoặc một con chó bảo vệ và cũng có thể là một vật nuôi gia đình. Chúng tốt với trẻ em nếu được hòa đồng tốt. Chúng không thích bị nhốt trong chuồng. Nếu như chúng bị bỏ rời hoặc cảm thấy không được quan tâm chúng sẽ nghĩ ra những trò để tiêu khiển chỉ đẻ cho chủ nhân chú ý đến chúng.